# (73938) 1997 SH7
(73938) 1997 SH7 – planetoida z pasa głównego asteroid okrążająca Słońce w ciągu 5,26 lat w średniej odległości 3,02 j.a. Odkryta 23 września 1997 roku.